# Amtsgericht München

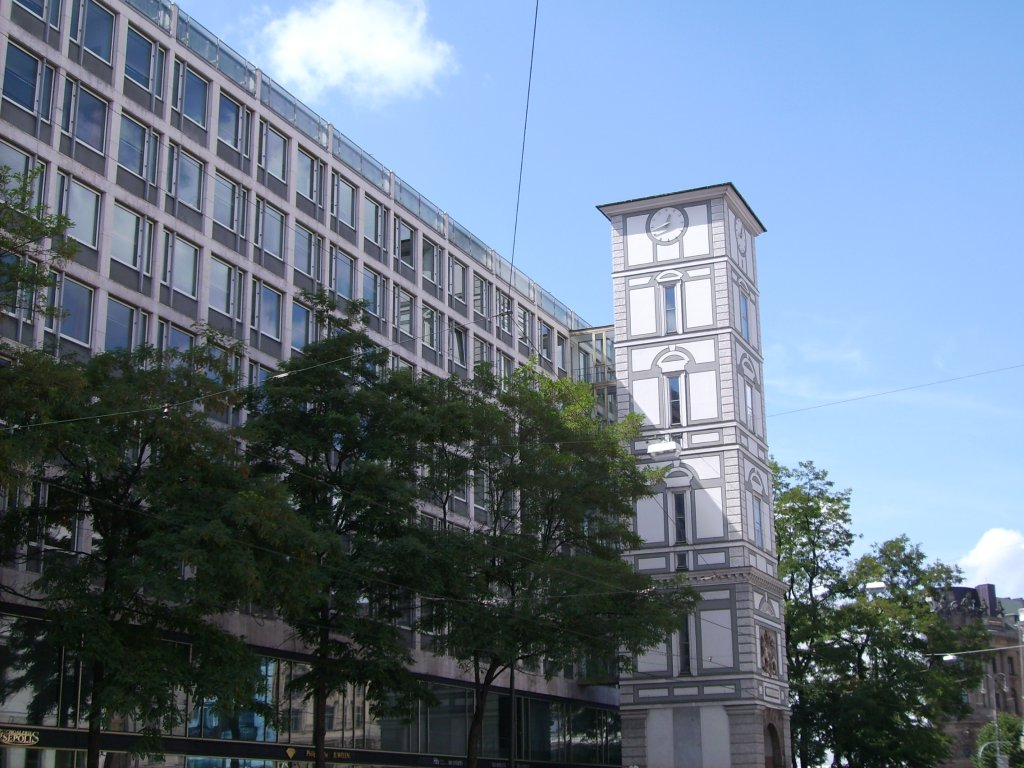
Gebäude des Amtsgerichts München in der Pacellistr. 5 (Neue Maxburg)

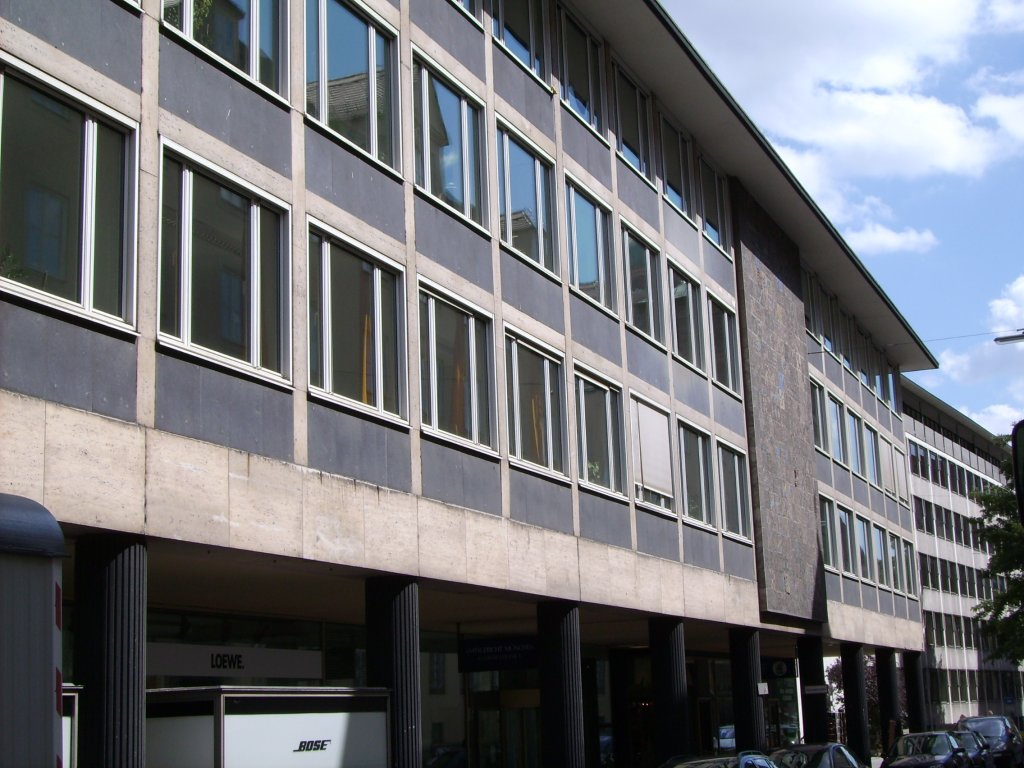
Gebäude in der Maxburgstr. 4

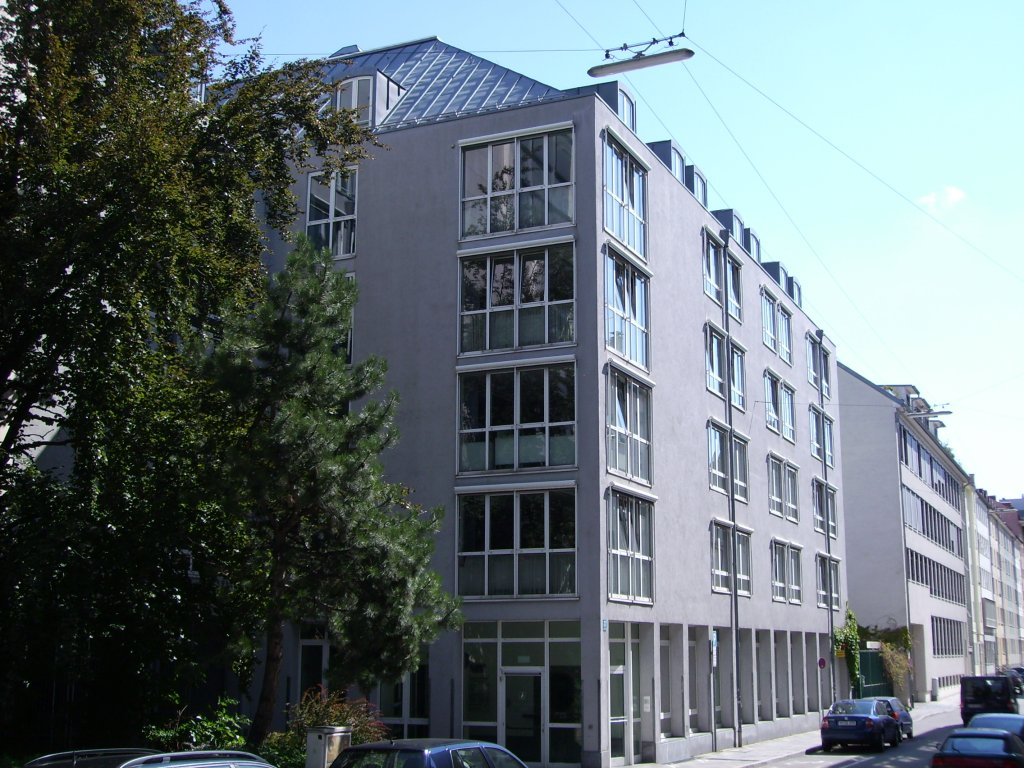
Gebäude in der Linprunstr. 22

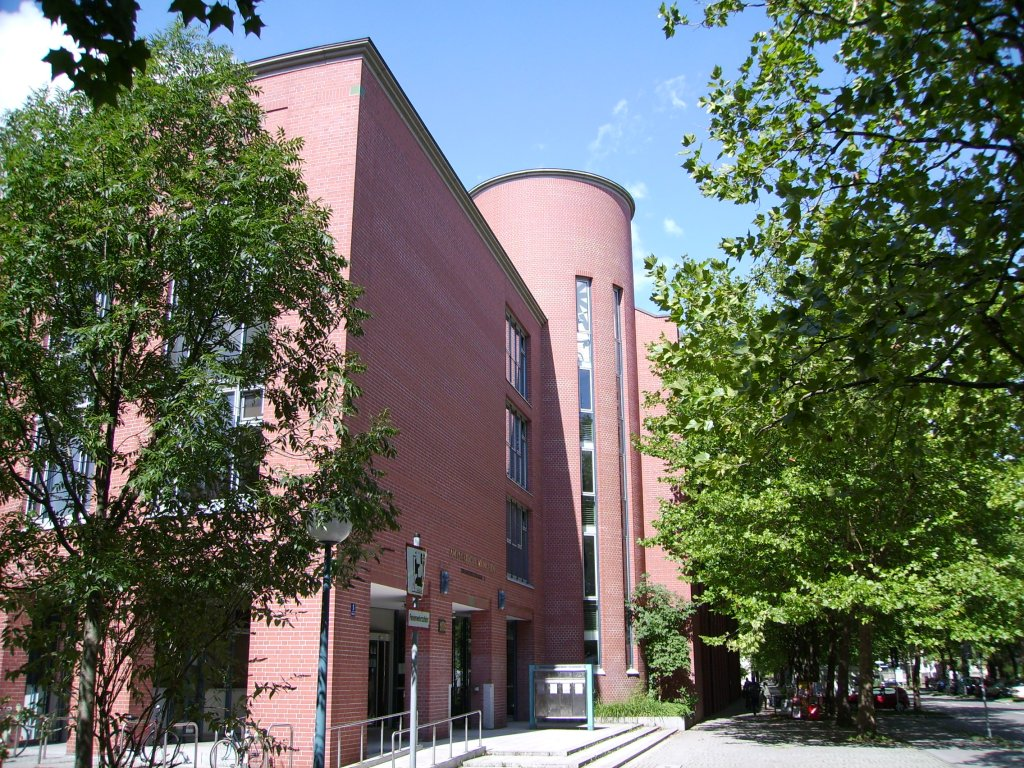
Gebäude in der Infanteriestr. 5

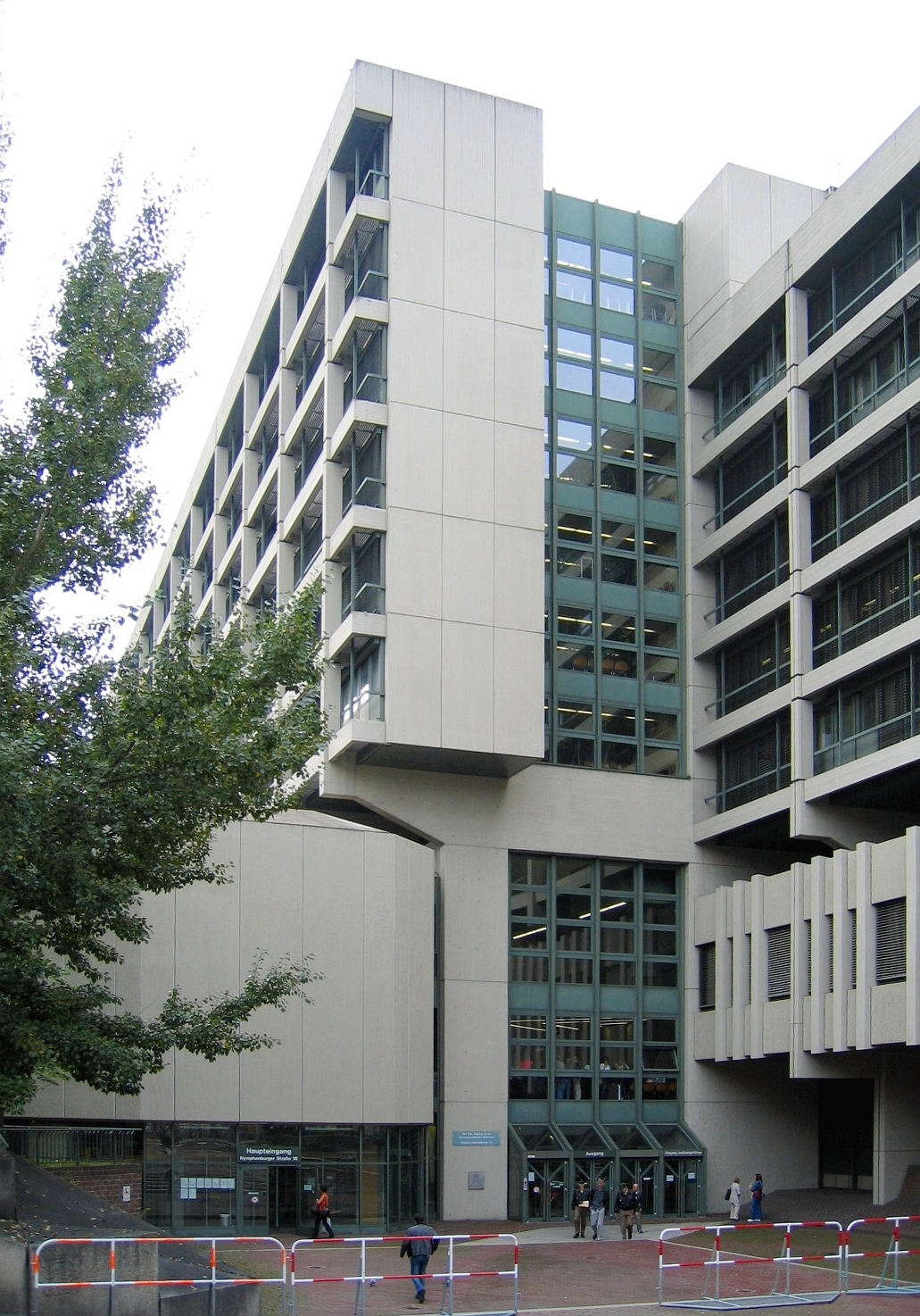
Strafjustizzentrum in der Nymphenburger Str. 16

Das Amtsgericht München ist das einzige Amtsgericht im Bezirk des Landgerichts München I und zugleich das größte Amtsgericht Deutschlands.

## Gerichtsbezirk und Zuständigkeit
Der ca. 977 km² große Gerichtsbezirk des Amtsgerichts München umfasst sowohl die kreisfreie Stadt München als auch den angrenzenden Landkreis München. In diesem Gebiet leben rund 1,85 Millionen Menschen.
Über seinen Bezirk hinaus ist das Amtsgericht München zuständig
- in Urheberrechtsstreitigkeiten auch für alle Amtsgerichtsbezirke des Landgerichts München II.
- als Haftgericht für männliche Beschuldigte auch für die Amtsgerichtsbezirke des Landgerichts München II mit Ausnahme von Garmisch-Partenkirchen
- als Haftgericht für weibliche Beschuldigte auch für alle Amtsgerichtsbezirke des Landgerichts Ingolstadt, des Landgerichts Landshut und des Landgerichts München II.
- in Wirtschafts- und Steuerstrafsachen sowie in Strafsachen nach dem Außenwirtschaftsgesetz auch für alle Amtsgerichtsbezirke des Landgerichts München II.
- für die Führung des Handelsregisters, des Genossenschaftsregisters und des Partnerschaftsregisters auch für alle Amtsgerichtsbezirke des Landgerichts München II sowie für die Bezirke der Amtsgerichte Erding und Freising des Landgerichts Landshut.
- in Landwirtschaftssachen, in Verfahren nach dem Grundstücksverkehrsgesetz und in Personenstandssachen für alle Amtsgerichtsbezirke des Landgerichts München II.
- in Verfahren nach dem Transsexuellengesetz betreffend die Änderung von Vornamen und die Feststellung der Geschlechtszugehörigkeit in besonderen Fällen für den gesamten Bezirk des Oberlandesgerichts München
- in Verfahren nach dem Haager Übereinkommen über die zivilrechtlichen Aspekte internationaler Kindesentführung für den gesamten Bezirk des Oberlandesgerichts München.
- in Verfahren nach den §§ 2, 3, 5 Adoptionswirkungsgesetz bei Annahme eines Kindes, die auf ausländischen Entscheidungen oder ausländischen Sachvorschriften beruht, für den gesamten Bezirk des Oberlandesgerichts München.
- in Insolvenz-, Zwangsversteigerungs- und Zwangsverwaltungsverfahren auch für die Bezirke der Amtsgerichte Dachau, Ebersberg und Fürstenfeldbruck des Landgerichts München II.

Im Dienstgebäude des Polizeipräsidiums München ist täglich ein Ermittlungsrichter des Amtsgerichts München tätig, der im dortigen Schnellgericht Beschlüsse über die Fortdauer von freiheitsentziehenden Maßnahmen fällt und insbesondere Haftprüfungen (U-Haft) vornimmt.

## Beschäftigte
Das Amtsgericht München beschäftigt knapp 1200 Mitarbeiter, davon 233 Berufsrichter. Seit 1. Februar 2018 ist Beate Ehrt Präsidentin des Amtsgerichts; ihre Vorgänger waren Reinhard Nemetz und Gerhard Zierl. Vizepräsident ist Ragnar Schneider.

## Geschichte
Im Jahre 1879 wurden mit Einführung des Gerichtsverfassungsgesetzes die Amtsgerichte München I und München II gebildet. Das Amtsgericht München I umfasste den Bezirk der Haupt- und Residenzstadt München. Das Amtsgericht II umfasste folgende bisherige Gerichte: das Stadt- und Landgericht München rechts der Isar, das Stadtgericht München links der Isar und das Landgericht München links der Isar sowie die Gemeinde Peiß aus dem bisherigen Landgericht Aibling. Im Jahre 1910 wurden die Amtsgerichte München I und München II zum Amtsgericht München vereinigt.

### Bekannte ehemalige Mitarbeiter des Gerichts
- Angela Diederichsen, spätere Richterin am Bundesgerichtshof
- Wolfgang Edenhofer, ehemaliger Präsident des Amtsgerichts München
- Hansjörg Geiger, später Präsident des Bundesnachrichtendienstes und Staatssekretär im Bundesministerium der Justiz
- Franz Gürtner, während der Weimarer Republik bayerischer Justizminister und im "Dritten Reich" Reichsjustizminister
- Manfred Jena, später Mitglied des Bayerischen Landtages und Geschäftsleiter am Landgericht München I
- Rainer Koch, später Richter am Oberlandesgericht München und Präsident des DFB-Sportgerichts
- Emil Lersch, später im "Dritten Reich" Richter am Reichsgericht (Reichstagsbrandprozess) und am Bundesgerichtshof
- Lutz Meyer-Goßner, später Richter am Bundesgerichtshof
- Reinhard Nemetz, Präsident des Amtsgerichts München
- Theodor von der Pfordten, später Teilnehmer am Hitlerputsch
- Friedrich Quack, später Richter am Bundesgerichtshof
- Herbert Rosendorfer, Schriftsteller
- Gottfried Schmitt, später im "Zweiten Reich" Reichsgerichtsrat
- Bernhard Schneider, später Richter am Bundesgerichtshof
- Gottfried Stumpf, später im "Dritten Reich" Reichsgerichtsrat
- Heinz Thomas, später Richter am Oberlandesgericht München
- Gerhard Zierl, Präsident des Amtsgerichts München
- Lothar Zysk, später Richter am Bundesgerichtshof

### Bekannte Verfahren
- Fall Gurlitt
- Fall Mehmet
- Münchner CSU-Affäre
- Fall Boateng

## Gebäude

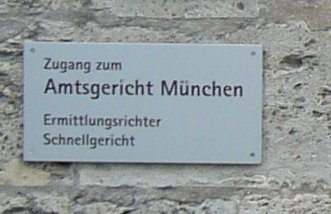
Schilder am Polizeipräsidium München

Das Amtsgericht München ist in folgenden Gebäuden untergebracht:
- Pacellistr. 5: Präsidialabteilung. Allgemeine Zivilsachen, Mietgericht und Familiengericht
- Maxburgstr. 4: Verkehrszivilgericht, Nachlassgericht
- Linprunstr. 22: Betreuungsgericht
- Ohmstraße 10 in Karlsfeld Hauptregistratur ZPO-Sachen, Familien- und Nachlasssachen
- Infanteriestr. 5: Grundbuchamt, Registergericht, Gerichtsvollzieher, Insolvenzgericht und Vollstreckungsgericht inkl. Zwangsversteigerung
- Nymphenburger Str. 16: Strafjustizzentrum. Alle Strafsachen (auch die der Landgerichte München I, München II und des Oberlandesgerichts München)
- Polizeipräsidium München, Ettstr. 2–4. Hier befinden sich ein Ermittlungsrichter (Jourdienst) und ein Schnellgericht für Haftsachenentscheidungen.
- Justizvollzugsanstalt München, Stadelheimer Str. 12. Hier befindet sich ein Ermittlungsrichter (Jourdienst) für Haftsachenentscheidungen.

## Übergeordnete Gerichte
Unmittelbar übergeordnet ist das Landgericht München I. Zuständiges Oberlandesgericht ist das Oberlandesgericht München.